# Glappo
Glappo o Glappe (battezzato come Carlo o Carolus; ... – Königsberg, 1273) è stato un militare prussiano, capo del clan dei Warmiani durante la grande rivolta prussiana (1260-1274) contro i Cavalieri Teutonici.

## Biografia
Nel 1249 papa Urbano IV aveva installato il legato pontificio Jacob Pantaleon per aiutare l'Ordine Teutonico e dopo la battaglia di Durbe, il papa chiese una crociata contro i prussiani e rimandò i cavalieri che erano in cammino contro i tatari a le crociate contro i prussiani. I prussiani ribelli, che non avevano accettato la conversione forzata dal Cristianesimo, diedero inizio a un'insurrezione, e Glappo e i suoi uomini catturarono con successo Braunsberg . Quando Glappo tese un'imboscata e uccise quaranta persone uscite dal castello per raccogliere legna da ardere e foraggi, il vescovo di Warmia Anselmo di Meissen decise di non difendere la città e la abbandonò. Nel 1266 grandi rinforzi per i Cavalieri Teutonici, guidati da Ottone III il Pio e Giovanni I, co-sovrani del Brandeburgo, giunsero in Prussia. Costruirono un castello al confine delle terre dei Warmiani e dei Natangiani tra Balga e Königsberg e lo chiamarono Brandenburg (ora Ushakovo). Quando una donna indigena informò Glappo che la maggior parte dei soldati erano impegnati in un'incursione e il posto era praticamente incustodito, i Warmiani attaccarono e catturarono le mura esterne e le torri. Quando i soldati teutonici tornarono, non provarono a riconquistare il castello.
L'anno successivo il duca Otto tornò per ricostruire il castello. Glappo fu ucciso nel tentativo di riconquistare il Brandeburgo. Nel 1273, alla fine della rivolta, i Warmiani assediarono Brandenburg, ma non misero abbastanza guardie sulla strada da Königsberg. Ciò permise ai cavalieri di attaccare i prussiani da dietro. I Warmiani subirono una sconfitta schiacciante e Glappo fu catturato. Fu successivamente impiccato su una collina fuori Königsberg che viene talvolta definita "collina di Glappo" (Glappenberg). Fu l'ultimo importante leader prussiano e dopo la sua morte solo i pogesani rimasero a combattere.